# Campsicnemus maculatus
Campsicnemus maculatus är en tvåvingeart som beskrevs av Becker 1918. Campsicnemus maculatus ingår i släktet Campsicnemus och familjen styltflugor. Inga underarter finns listade i Catalogue of Life.